# デヤン・クルゼフスキ
- デヤン・クルシェフスキ
- デヤン・クルセフスキ

デヤン・クルゼフスキ（スウェーデン語: Dejan Kulusevski, マケドニア語: Дејан Кулушевски, ラテン文字転写: Dejan Kuluševski, 2000年4月25日 - ）は、スウェーデン・ストックホルム出身のプロサッカー選手。スウェーデン代表。プレミアリーグ・トッテナム・ホットスパーFC所属。ポジションはミッドフィールダー、フォワード。

## 経歴

### クラブ
マケドニア人の両親の元にストックホルムで生まれる。6歳の時に地元のブロマポイカルナの下部組織に入団。2016年にイタリアへ渡り、アタランタのプリマヴェーラに入団した。2017-18シーズン終盤にトップチームへ昇格。2018年11月に、2023年までのプロ契約を締結。2019年1月20日のフロジノーネ・カルチョ戦でプロ初出場を果たした。
2019年7月17日、1シーズンのローンでパルマに移籍。9月30日、トリノ戦でセリエA初ゴールを記録した。
2020年1月2日、ユヴェントスはアタランタからクルゼフスキの保有権を3,500万ユーロで買い取り、4年半の契約を締結した。シーズン終了までは引き続きパルマでプレイし、リーグ戦で10ゴール8アシストを記録する活躍で、リーグの最優秀若手選手賞を受賞した。
2020-21シーズン、リーグ開幕戦となったサンプドリア戦で先発出場し、移籍後初ゴールを挙げ、開幕戦の勝利に貢献した。
2022年1月31日、イングランドのトッテナム・ホットスパーにローン移籍。買い取りオプション付きで、期間は2023年6月末までとなっている。
2023年6月17日、買い取りオプションが行使され、新たに5年契約を結んだことが発表された。オプションの設定額は3,500万ユーロであったが、500万ユーロ値引きされた3,000万ユーロでの完全移籍となった。

### 代表
2015年にU-17マケドニア代表としてプレイしているが、それ以外はすべてスウェーデン代表を選択している。
2019年11月18日、UEFA EURO予選のフェロー諸島戦でスウェーデンA代表初出場。

## 個人成績

### クラブ
| 国内大会個人成績 | 国内大会個人成績 | 国内大会個人成績 | 国内大会個人成績 | 国内大会個人成績 | 国内大会個人成績 | 国内大会個人成績 | 国内大会個人成績 | 国内大会個人成績 | 国内大会個人成績 | 国内大会個人成績 | 国内大会個人成績 |
| 年度             | クラブ           | 背番号           | リーグ           | リーグ戦         | リーグ戦         | リーグ杯         | リーグ杯         | オープン杯       | オープン杯       | 期間通算         | 期間通算         |
| 年度             | クラブ           | 背番号           | リーグ           | 出場             | 得点             | 出場             | 得点             | 出場             | 得点             | 出場             | 得点             |
| イタリア         | イタリア         | イタリア         | イタリア         | リーグ戦         | リーグ戦         | イタリア杯       | イタリア杯       | オープン杯       | オープン杯       | 期間通算         | 期間通算         |
| ---------------- | ---------------- | ---------------- | ---------------- | ---------------- | ---------------- | ---------------- | ---------------- | ---------------- | ---------------- | ---------------- | ---------------- |
| 2018-19          | アタランタ       | 44               | セリエA          | 3                | 0                | 0                | 0                | -                | -                | 3                | 0                |
| 2019-20          | パルマ           | 44               | セリエA          | 36               | 10               | 3                | 0                | -                | -                | 39               | 10               |
| 2020-21          | ユヴェントス     | 44               | セリエA          | 35               | 4                | 5                | 3                | -                | -                | 40               | 7                |
| 2021-22          | ユヴェントス     | 44               | セリエA          | 20               | 1                | 1                | 0                | -                | -                | 21               | 1                |
| イングランド     | イングランド     | イングランド     | イングランド     | リーグ戦         | リーグ戦         | FLカップ         | FLカップ         | FAカップ         | FAカップ         | 期間通算         | 期間通算         |
| 2021-22          | トッテナム       | 21               | プレミアリーグ   | 18               | 5                | -                | -                | 2                | 0                | 20               | 5                |
| 2022-23          | トッテナム       | 21               | プレミアリーグ   | 30               | 2                | 1                | 0                | 2                | 0                | 33               | 2                |
| 2023-24          | トッテナム       | 21               | プレミアリーグ   | 36               | 8                | 1                | 0                | 2                | 0                | 39               | 8                |
| 2024-25          | トッテナム       | 21               | プレミアリーグ   | 32               | 7                | 5                | 1                | 2                | 1                | 39               | 9                |
| 通算             | イタリア         | イタリア         | セリエA          | 94               | 15               | 9                | 3                | -                | -                | 103              | 18               |
| 通算             | イングランド     | イングランド     | プレミアリーグ   | 116              | 22               | 7                | 1                | 8                | 1                | 131              | 24               |
| 総通算           | 総通算           | 総通算           | 総通算           | 210              | 37               | 16               | 4                | 8                | 1                | 234              | 42               |

### 代表
| スウェーデン代表 | 国際Aマッチ | 国際Aマッチ |
| 年               | 出場        | 得点        |
| ---------------- | ----------- | ----------- |
| 2019             | 1           | 0           |
| 2020             | 7           | 1           |
| 2021             | 12          | 0           |
| 2022             | 7           | 1           |
| 2023             | 8           | 1           |
| 2024             | 10          | 2           |
| 通算             | 45          | 5           |

#### ゴール
| #  | 年月日         | 開催地                                  | 対戦国           | 勝敗 | 試合概要                               |
| -- | -------------- | --------------------------------------- | ---------------- | ---- | -------------------------------------- |
| 1. | 2020年11月14日 | フレンズ・アレーナ（ スウェーデン）     | クロアチア       | ○2-1 | UEFAネーションズリーグ2020-21・リーグA |
| 2. | 2022年6月2日   | スタディオン・ストジツェ（ スロベニア） | スロベニア       | ○2-0 | UEFAネーションズリーグ2022-23・リーグB |
| 3. | 2023年9月6日   | ア・ル・コック・アレーナ（ エストニア） | エストニア       | ○5-0 | UEFA EURO 2024予選・グループF          |
| 4. | 2024年11月19日 | フレンズ・アレーナ（ スウェーデン）     | アゼルバイジャン | ○6-0 | UEFAネーションズリーグ2024-25・リーグC |
| 5. | 2024年11月19日 | フレンズ・アレーナ（ スウェーデン）     | アゼルバイジャン | ○6-0 | UEFAネーションズリーグ2024-25・リーグC |

## タイトル

### クラブ
ユヴェントス
- コッパ・イタリア（2020-21）
- スーペルコッパ・イタリアーナ（2020）

トッテナム・ホットスパー
- UEFAヨーロッパリーグ（2024-25）[11]

### 個人
- セリエA 最優秀若手選手（2019-20）[5]
- グルドボレン（2022, 2023）[12][13]